# 콩나물

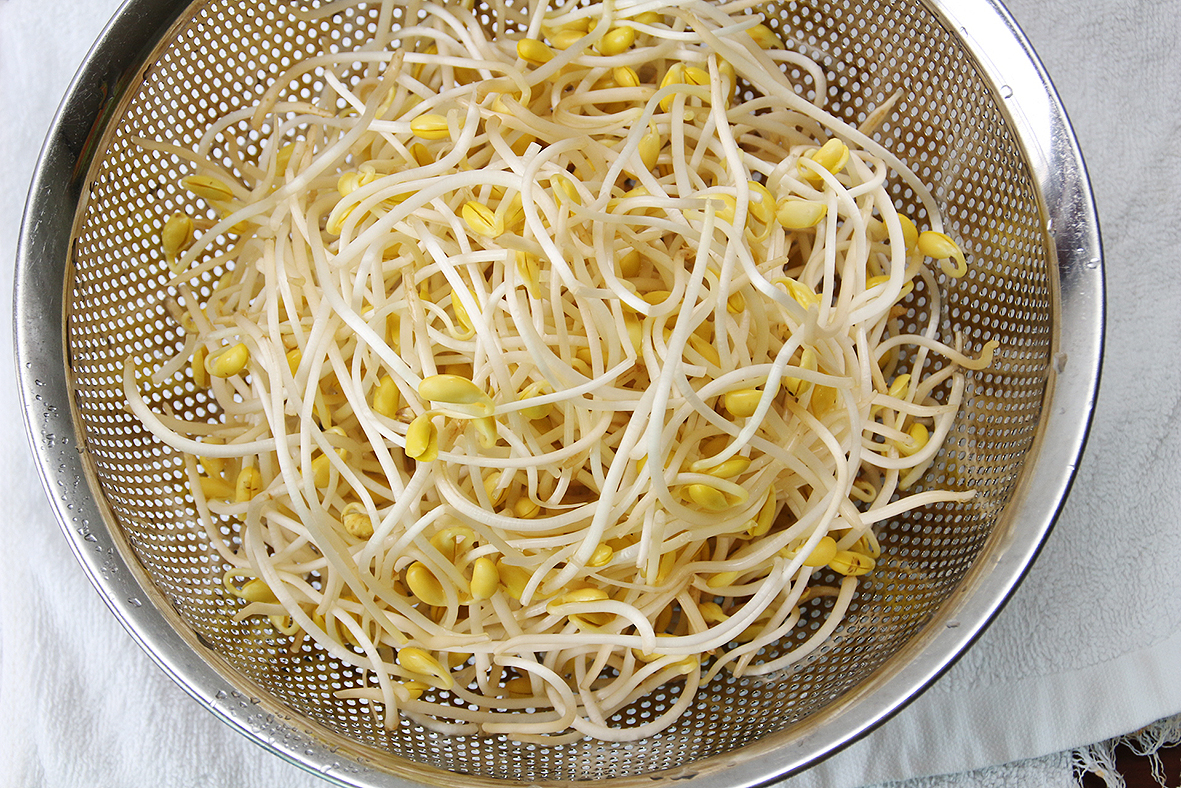
콩나물

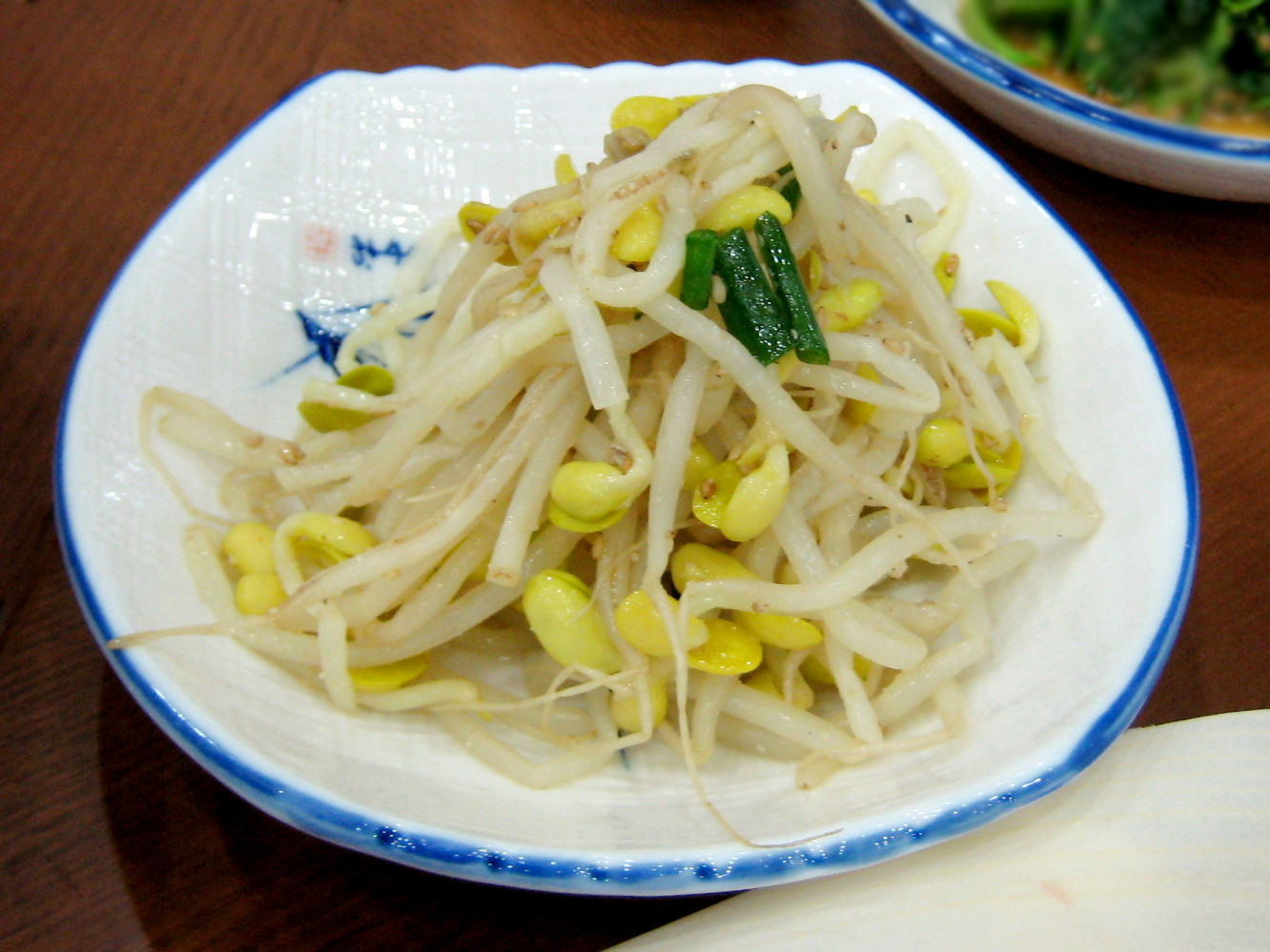
콩나물 무침

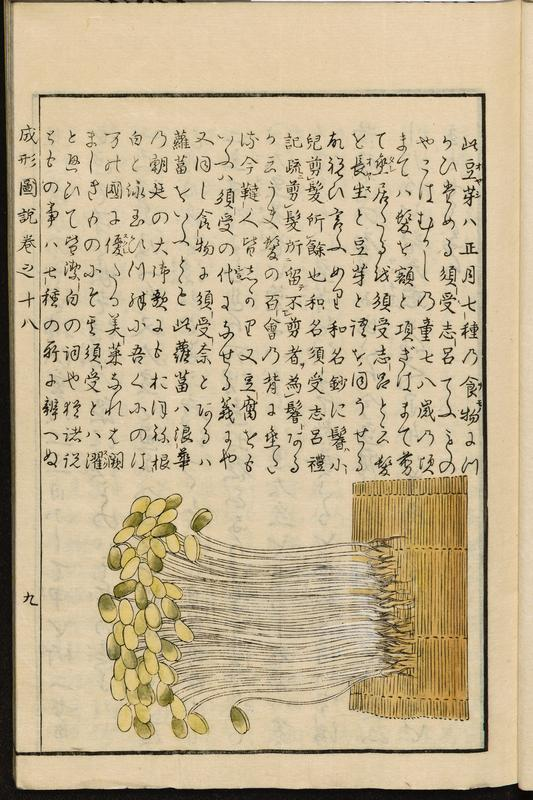
간장 콩나물, 일본 농업 백과 사전의 삽화 (1804)

콩나물(문화어: 숙주줄금)은 한국의 대표적인 음식재료 중 하나로, 그늘에서 발아시킨 콩의 뿌리를 자라게 한 식료품을 말한다. 데친 후 양념에 무쳐 먹거나 국을 끓여 먹기도 하며, 밥을 지을 때 넣기도 한다. 숙취를 풀어주는 효과가 있어 해장국 재료로 많이 쓰인다.
특히, 콩나물은 대한민국을 대표하는 음식 가운데 하나인 전주 비빔밥의 주재료이다. 이 밖에도 전주는 남문시장을 중심으로 상인들이 즐겨먹던 콩나물 국밥이 유명하며, 전주와 그 부근의 익산, 군산, 김제를 비롯한 전북특별자치도의 대부분 지역의 밥상에서 콩나물요리만큼은 김치와 함께 꼭 빠지지 않는다.
어린 콩나물을 말린 것을 한의학에서는 대두황권(大豆黃卷)이라고 하며, 우황청심환 등을 만드는 재료로 쓰이는데, 술이나 자극적인 음식으로 위장에 쌓이는 적혈을 풀어주는 대표적 약재이다.

## 기원
한국에서 최초 재배 시기는 삼국시대 말이나 고려 시대 초기로 추정한다. 935년 고려, 태조가 나라를 세울 때 태광태사 배현경이 식량 부족으로 허덕이던 군사들에게 콩을 냇물에 담가 콩나물을 불리어 먹게 하였다.

## 콩나물 재배법
전통적인 재배 방법은 어두운 색의 천을 씌운 시루에 재를 넣고 물에 불린 콩을 넣어 일정시간마다 물을 갈아주면서 키운다. 햇빛을 보게 하면 더 잘 자라나 머리가 녹색이 되어 보기에 좋지 않다. 또한 비린내가 나고 식감이 질겨져 보통 그늘에서 재배한다. 그러나 영양소가 풍부해져 일부러 이렇게 키우는 경우도 있다.

## 성분
특히 콩나물이 함유한 아스파라긴산은 아세트알데히드 분해를 돕는 알코올 탈수소효소의 생성에 관여하는 것으로 알려져있다. 또한 함유성분인 아르기닌은 생리작용에 있어서 NO 생성에 관여한다.

## 콩나물을 이용한 요리
- 콩나물비빔밥
- 콩나물무침
- 콩나물국
- 콩나물밥
- 콩나물국밥
- 콩나물잡채
- 오징어콩나물찜
- 콩나물불고기

## 요리사진

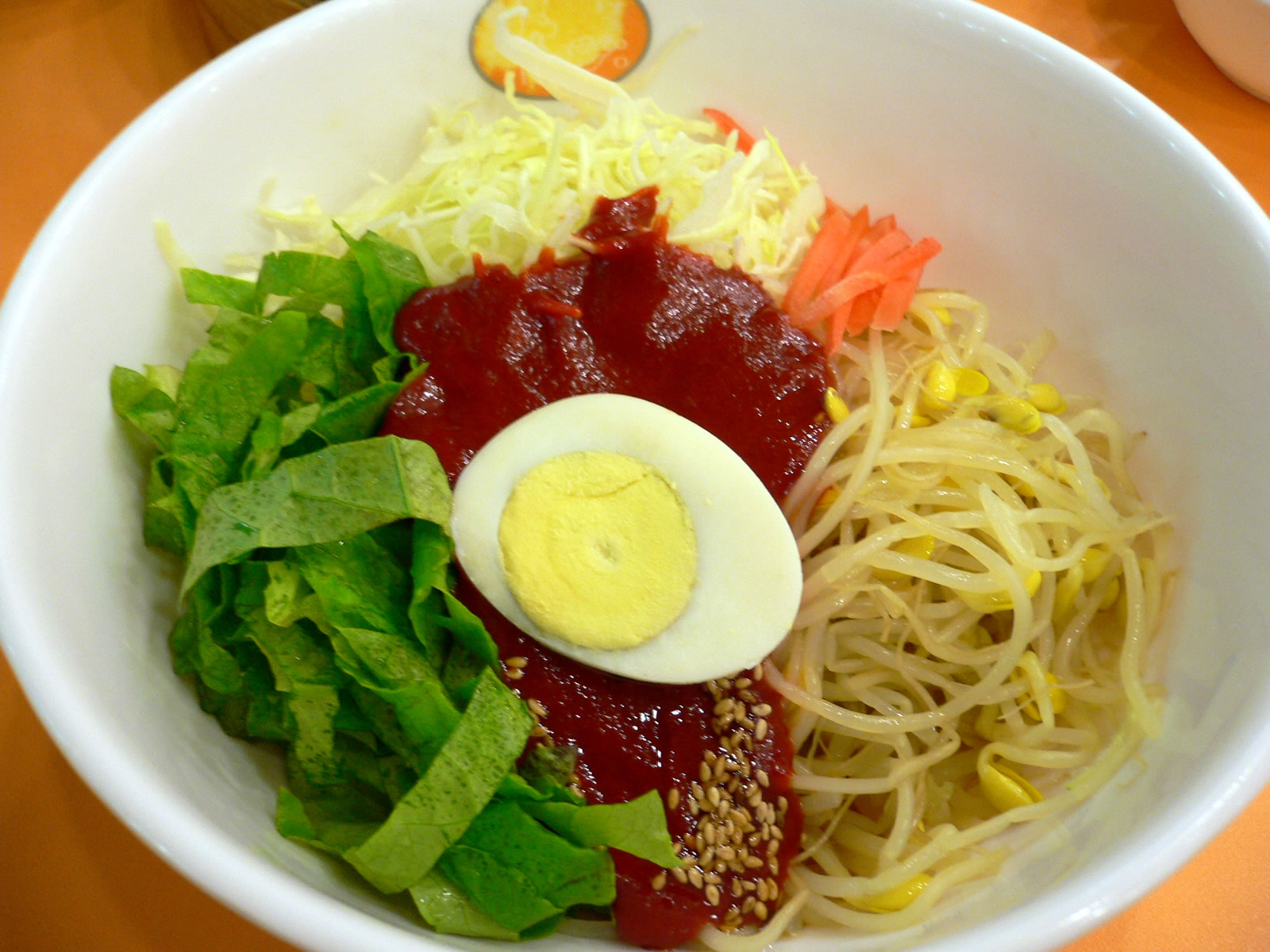
콩나물 비빔밥
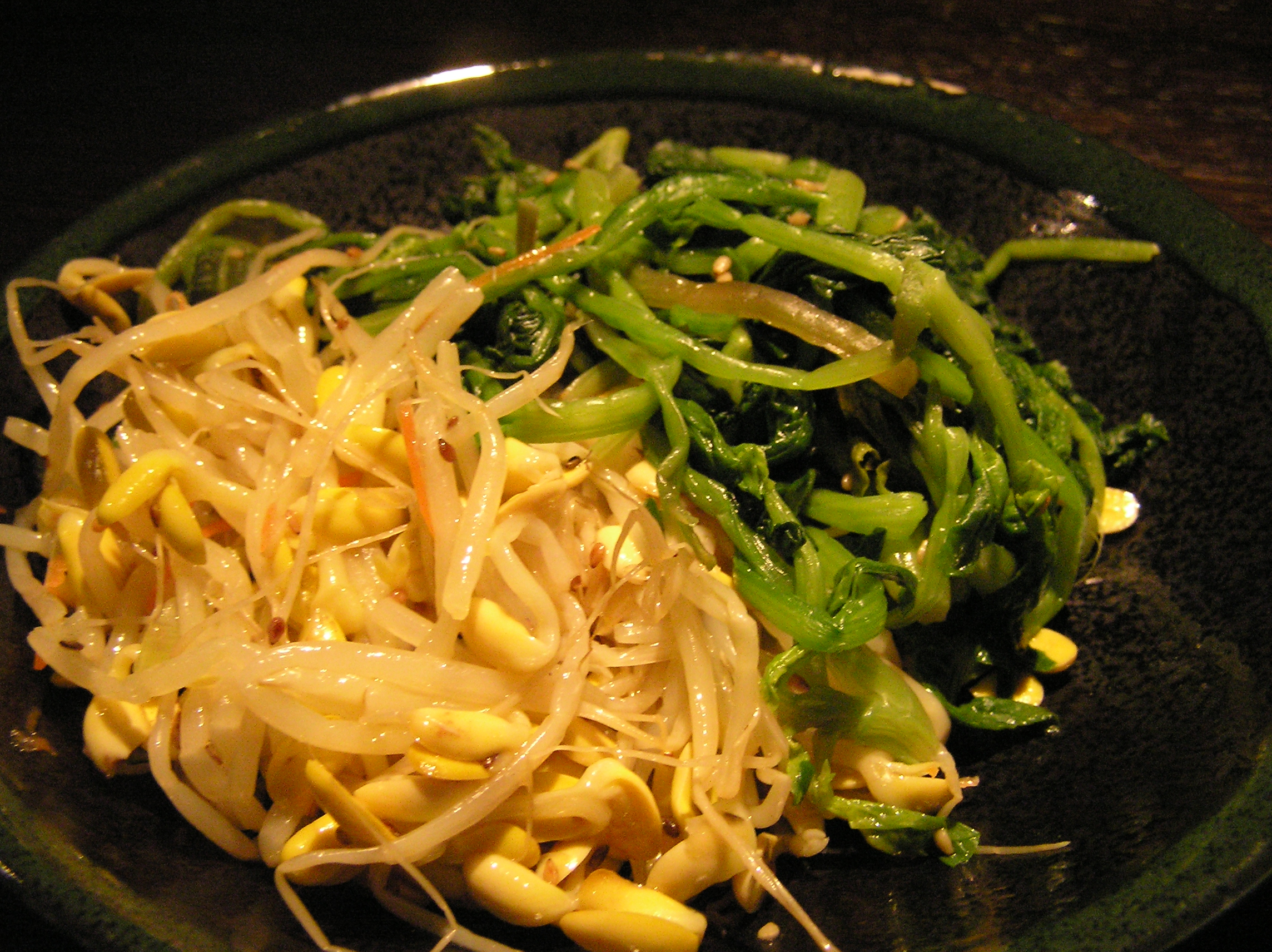
콩나물, 시금치 나물 무침
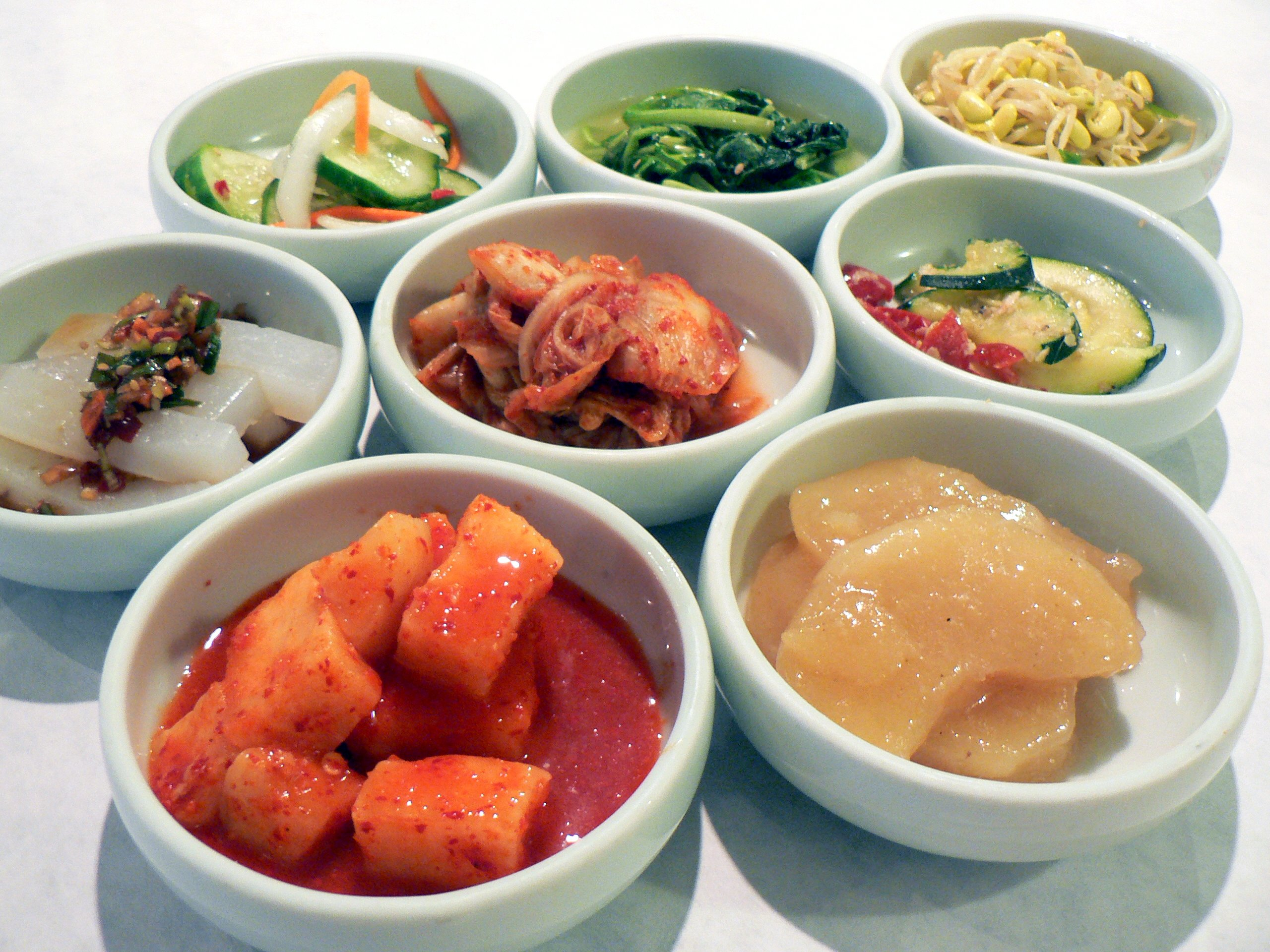
다양한 반찬, 콩나물 반찬

## 관련 단체
- 대한두채협회

## 같이 보기
- 숙주나물
- 나물
- 콩

## 참고 문헌
- 사이언스타임즈 -숙취 해소 해장국의 과학적 원리
- 우리한의원-아스파라긴산에 대하여